# Spillo

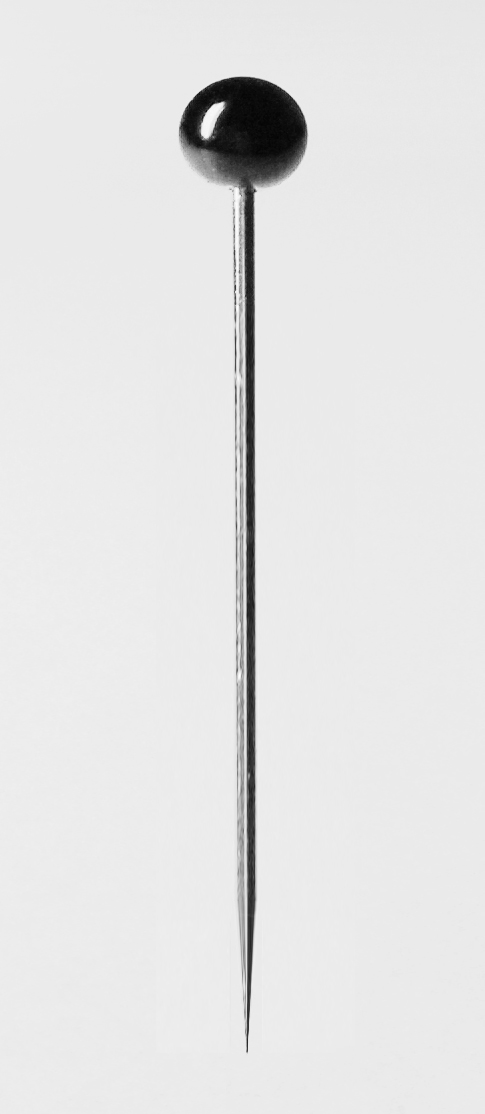
Spillo

Lo spillo è un oggetto usato per unire provvisoriamente due lembi di materiale sottile. Assomiglia ad un ago senza la cruna. Si utilizza con tessuti, nastri, tulle, fogli e altri materiali leggeri che possano essere forati con la leggera pressione esercitata da un dito sulla capocchia.
È fatto d'acciaio, un tondino molto sottile con un'estremità appuntita, per infilarlo, e l'altra estremità terminante nella capocchia, un rigonfiamento, per impedirgli di sfilarsi. La capocchia può essere colorata, in vetro e plastica, per renderlo meglio visibile e più facilmente infilabile.

## Tipi di spillo

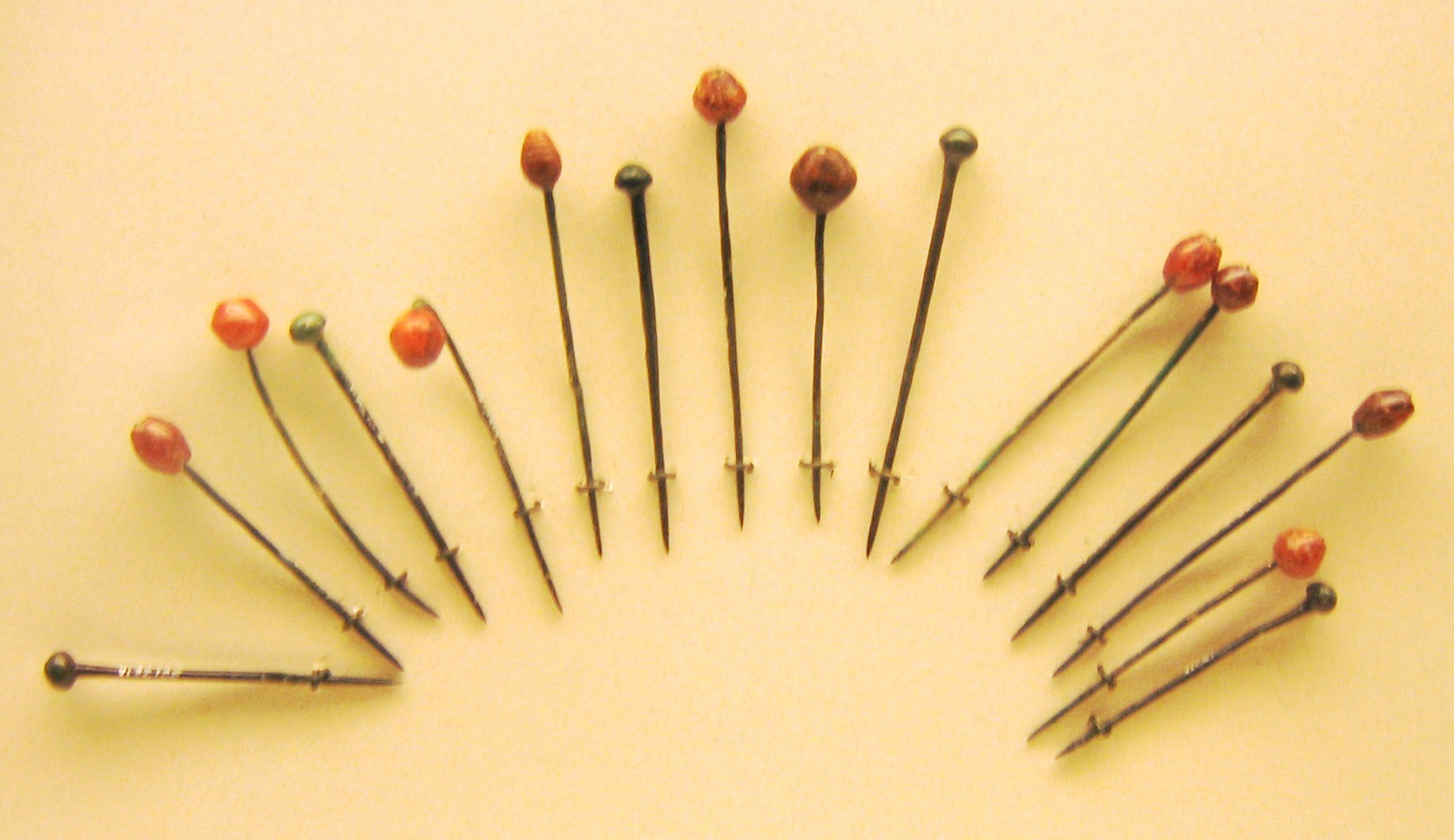
Spilloni per capelli (circa 600 a.C.)

- da sarta: sottili, la loro dimensione è definita da un numero.
- da tappezziere
- da vetrinista: si usano in vetrinistica per spillare capi di abbigliamento su pareti o per appendere decorazioni. Sono in ferro dolce nichelato e la caratteristica principale è che possono essere piegati senza che si spezzino.
- spilla di sicurezza
- spillone: grosso spillo, lungo fino ad una decina di centimetri, con una larga capocchia, usato per fermare lunghe capigliature, mantenere a posto i cappelli da signora, la veletta o altre parti mobili del vestiario. La capocchia in materiale diverso dal gambo: vetro, avorio, perla, smalto, madreperla, pietre dure, potevano renderlo un oggetto prezioso.

## Usi
- L'utilizzo principale è in sartoria, serve per assemblare provvisoriamente delle parti in vista della cucitura, puntare gli orli, mantenere in sito la passamaneria, bloccare pieghe, segnare punti o cuciture. Man mano che si procede con l'imbastitura o con la cucitura definitiva vengono tolti e riposti.
- Servono come segnali su cartine e mappe.
- Tengono appuntati i fogli su lavagne ricoperte di sughero o stoffa.
- Si usa per forare materiali leggeri come carta e pergamena nella tecnica dello spolvero.

Vengono riposti sul puntaspilli, un cuscinetto imbottito dove vengono infilati per la punta lasciando la parte con la capocchia in fuori, pronta per essere impugnata. Le sarte usano appuntarli infilati orizzontali nel tessuto dell'abito, appena sopra il seno sinistro, in modo da averli comodamente a disposizione della mano destra.

## Spillo digitale
In informatica un pin (spillo in inglese) è l'icona che rappresenta un puntale, una puntina o uno spillo.